# Liste des communes françaises de la Marne ayant changé de nom au cours de la Révolution
Pour un article plus général, voir Liste des communes françaises ayant changé de nom au cours de la Révolution.
Cet article présente la liste des communes françaises de la Marne ayant changé de nom au cours de la Révolution. 

## Marne
Les noms des communes qui ont conservé leur nom révolutionnaire sont surlignés en bleu ciel.
| Commune                                                                          | Nom révolutionnaire             | Notice Ehess-Cassini |
| -------------------------------------------------------------------------------- | ------------------------------- | -------------------- |
| Bergères-lès-Vertus                                                              | Mont-Aimé                       | no 3738              |
| Braux-Saint-Remy                                                                 | Braux-Cérès                     | no 5630              |
| Braux-Saint-Remy                                                                 | Braux-Val-Cérès                 | no 5630              |
| Braux-Sainte-Cohière                                                             | Braux                           | no 5630              |
| Braux-Sainte-Cohière                                                             | Braux-sous-Valmy                | no 5630              |
| Braux-Sainte-Cohière                                                             | Mont-Braux                      | no 5630              |
| Bussy-le-Château                                                                 | Bussy-les-Mottes                | no 6411              |
| Chapelle-Felcourt (La)                                                           | Felcourt                        | no 8244              |
| Chapelle-sous-Orbais (La)                                                        | Luceval                         | no 8344              |
| Charmontois-l'Abbé (réunie à Les Charmontois)                                    | Charmontel                      | no 8481              |
| Charmontois-l'Abbé (réunie à Les Charmontois)                                    | Orme-sur-Aisne                  | no 8481              |
| Charmontois-le-Roi (réunie à Les Charmontois)                                    | Charmontois-sur-Aisne           | no 8482              |
| Châtillon-sur-Marne                                                              | Montagne-sur-Marne              | no 8817              |
| Condé-sur-Marne                                                                  | Montagne-sur-Marne              | no 10094             |
| Croix-en-Champagne (La)                                                          | Bel-Air                         | no 11167             |
| Croix-en-Champagne (La)                                                          | Montbourg                       | no 11167             |
| Dampierre-au-Temple                                                              | Mont-Dampierre                  | no 11534             |
| Dampierre-le-Château                                                             | Dampierre-sur-Yèvre             | no 11559             |
| Essarts-le-Vicomte (Les)                                                         | Beaucessarts                    | no 13071             |
| Essarts-le-Vicomte (Les)                                                         | Les Essarts-l'Unité             | no 13071             |
| Gionges-Saint-Ferjeux                                                            | Gionges                         | no 15526             |
| Heiltz-l'Évêque                                                                  | Heiltz-Libre                    | no 16918             |
| Moutiers (réunie à Possesse)                                                     | Yonval                          | no 24324             |
| Neuville-au-Pont (La)                                                            | Pont-sur-Aisne                  | no 24881             |
| Nogent-l'Abbesse                                                                 | Mont-Nogent                     | no 25097             |
| Passavant (devenue Passavant-en-Argonne)                                         | Mont-sur-Aisne                  | no 26268             |
| La Petite-Ville (réunie à Sainte-Marie-du-Lac-Nuisement)                         | La Petite-Commune               | no 26611             |
| Rilly                                                                            | Rilly-la-Montagne               | no 29185             |
| Saint-Amand (devenue Saint-Amand-sur-Fion)                                       | Amand-sur-Fion                  | no 30309             |
| Saint-Amand (devenue Saint-Amand-sur-Fion)                                       | Montfion                        | no 30309             |
| Saint-Bon                                                                        | Bonval                          | no 30728             |
| Saint-Brice-Courcelles                                                           | Liberté-sur-Vesle               | no 30781             |
| Saint-Brice-Courcelles                                                           | Montriqueux                     | no 30781             |
| Saint-Chéron                                                                     | Mont-Chéron                     | no 30867             |
| Saint-Étienne-au-Temple                                                          | Montvesle                       | no 31640             |
| Saint-Étienne-au-Temple                                                          | Temple-sur-Vesle                | no 31640             |
| Saint-Étienne-sur-Suippe                                                         | Fanecourt                       | no 31625             |
| Saint-Eulien                                                                     | Lieuval                         | no 31699             |
| Saint-Euphraise-et-Clairizet                                                     | Ardrecours                      | no 9684              |
| Saint-Genest (réunie à Bouchy-Saint-Genest)                                      | Montgenest                      | no 31857             |
| Saint-Genest (réunie à Saint-Remy-en-Bouzemont-Saint-Genest-et-Isson)            | Montgenest                      | no 31857             |
| Saint-Germain-la-Ville                                                           | Germinal-sur-Marne              | no 32101             |
| Saint-Germain-la-Ville                                                           | Villemarne                      | no 32101             |
| Saint-Gibrien                                                                    | Jolibois                        | no 32163             |
| Saint-Gibrien                                                                    | Mont-Union                      | no 32163             |
| Saint-Gilles                                                                     | Montardre                       | no 32168             |
| Saint-Hilaire-au-Temple                                                          | Veslecours                      | no 32291             |
| Saint-Hilaire-le-Grand                                                           | Hilaire-le-Ménissier            | no 32266             |
| Saint-Hilaire-le-Grand                                                           | Montain                         | no 32266             |
| Saint-Hilaire-le-Petit                                                           | Hautemont                       | no 32325             |
| Saint-Imoges                                                                     | Longmont                        | no 32380             |
| Saint-Jean-devant-Possesse                                                       | Egure                           | no 32534             |
| Saint-Jean-devant-Possesse                                                       | La Lobe                         | no 32534             |
| Saint-Jean-devant-Possesse                                                       | Vierrecours                     | no 32534             |
| Saint-Jean-sur-Moivre                                                            | Moivrecourt                     | no 17827             |
| Saint-Jean-sur-Moivre                                                            | Moivremont                      | no 17827             |
| Saint-Jean-sur-Tourbe                                                            | Mont-sur-Tourbe                 | no 32592             |
| Saint-Jean-sur-Tourbe                                                            | Tourbemont                      | no 32592             |
| Saint-Just (devenue Saint-Just-Sauvage)                                          | Just-en-Val                     | no 32745             |
| Saint-Léonard                                                                    | Louvesle                        | no 32962             |
| Saint-Loup                                                                       | Hautmont                        | no 33008             |
| Saint-Louvent (réunie à Châtelraould-Saint-Louvent)                              | Courdemont                      | no 33044             |
| Saint-Lumier-en-Champagne                                                        | Fionval                         | no 33059             |
| Saint-Lumier-en-Champagne                                                        | Lumier-le-Ruisseau              | no 33059             |
| Saint-Lumier-la-Populeuse                                                        | Égalité-la-Populeuse            | no 33060             |
| Saint-Lumier-la-Populeuse                                                        | Val-Populeuse                   | no 33060             |
| Saint-Mard-lès-Rouffy                                                            | Marat-lès-Rouffy                | no 33170             |
| Saint-Mard-lès-Rouffy                                                            | Mont-Rouffy                     | no 33170             |
| Saint-Mard-sur-Auve                                                              | Montagne-sur-Auve               | no 33635             |
| Saint-Mard-sur-Auve                                                              | Montauve                        | no 33635             |
| Saint-Mard-sur-le-Mont                                                           | Montvierre                      | no 33172             |
| Saint-Martin-aux-Champs                                                          | Issouval                        | no 33270             |
| Saint-Martin-aux-Champs                                                          | Marat-aux-Champs                | no 33270             |
| Saint-Martin-d'Ablois                                                            | Ablois                          | no 33275             |
| Saint-Martin-l'Heureux                                                           | Montheureux                     | no 33486             |
| Saint-Martin-sur-le-Pré                                                          | Vinets-sur-Marne                | no 33495             |
| Saint-Masmes                                                                     | Fanémont                        | no 33509             |
| Saint-Memmie                                                                     | Brutus                          | no 33648             |
| Saint-Ouen (réunie à Saint-Ouen-Domprot)                                         | Ormont                          | no 33866             |
| Saint-Ouen (réunie à Saint-Ouen-Domprot)                                         | Vinon-sur-Oiselet               | no 33866             |
| Saint-Pierre-aux-Oies (devenue Saint-Pierre)                                     | Fontaine-aux-Oies               | no 34097             |
| Saint-Pierre-aux-Oies (devenue Saint-Pierre)                                     | Valbourg                        | no 34097             |
| Saint-Prix (devenue Talus-Saint-Prix)                                            | Commune-de-la-Marne             | no 34322             |
| Saint-Prix (devenue Talus-Saint-Prix)                                            | Pont-Morin                      | no 34322             |
| Saint-Quentin-le-Verger                                                          | Mont-Quentin                    | no 34374             |
| Saint-Quentin-les-Marais                                                         | Fioncourt                       | no 34373             |
| Saint-Quentin-les-Marais                                                         | La Réunion                      | no 34373             |
| Saint-Quentin-sur-Coole                                                          | Égalité-sur-Coole               | no 34376             |
| Saint-Quentin-sur-Coole                                                          | Hautcoole                       | no 34376             |
| Saint-Remy-en-Bouzemont (réunie à Saint-Remy-en-Bouzemont-Saint-Genest-et-Isson) | Bouzemont                       | no 34430             |
| Saint-Remy-en-Bouzemont (réunie à Saint-Remy-en-Bouzemont-Saint-Genest-et-Isson) | La Fraternité                   | no 34430             |
| Saint-Remy-sous-Broyes                                                           | Somanges                        | no 34402             |
| Saint-Remy-sur-Bussy                                                             | Somme-Bussy                     | no 34407             |
| Saint-Remy-sur-Bussy                                                             | Somme-Remy-sur-Bussy-les-Mottes | no 34407             |
| Saint-Remy-sur-Bussy                                                             | Somremy-sur-Bussy               | no 34407             |
| Saint-Saturnin                                                                   | Montauges                       | no 34524             |
| Saint-Souplet (devenue Saint-Souplet-sur-Py)                                     | Mont-Souplet                    | no 34716             |
| Saint-Thierry                                                                    | Montdor                         | no 34824             |
| Saint-Thomas (devenue Saint-Thomas-en-Argonne)                                   | Bel-Air-sur-Aisne               | no 34825             |
| Saint-Thomas (devenue Saint-Thomas-en-Argonne)                                   | Mont-Aisne                      | no 34825             |
| Saint-Utin                                                                       | Lignoncourt                     | no 34871             |
| Saint-Vrain                                                                      | Olcomval                        | no 35019             |
| Saint-Vrain                                                                      | Vrain-la-Fertilité              | no 35019             |
| Sainte-Gemme                                                                     | Marinville-Libreville           | no 31846             |
| Sainte-Gemme                                                                     | Montagron                       | no 31846             |
| Sainte-Livière (commune aujourd'hui dans le département de la Haute-Marne)       | —                               | —                    |
| Sainte-Marie-à-Py                                                                | Montagne-à-Py                   | no 31500             |
| Sainte-Marie-à-Py                                                                | Valaumont                       | no 31500             |
| Sainte-Menehould                                                                 | Montagne-sur-Aisne              | no 31533             |
| Soudé-Notre-Dame (devenue Soudé-Notre-Dame-ou-le-Petit, puis réunie à Soudé)     | Soudé-le-Petit                  | no 36654             |
| Soudé-Notre-Dame (devenue Soudé-Notre-Dame-ou-le-Petit, puis réunie à Soudé)     | Soudé-la-Petite                 | no 36654             |
| Soudé-Sainte-Croix (devenue Soudé-Sainte-Croix-ou-le-Grand, puis réunie à Soudé) | Soudé-le-Grand                  | no 36655             |
| Soudé-Sainte-Croix (devenue Soudé-Sainte-Croix-ou-le-Grand, puis réunie à Soudé) | Soudé-la-Grande                 | no 36655             |
| Toulon (devenue Toulon-la-Montagne puis réunie à Vert-Toulon)                    | Bel-Air                         | no 37946             |
| Vanault-le-Châtel                                                                | Mont-Vanault                    | no 38802             |
| Vanault-le-Châtel                                                                | Vanault-près-la-Montagne        | no 38802             |
| Vanault-les-Dames                                                                | Vanault                         | no 38803             |
| Vanault-les-Dames                                                                | Vanault-les-Frères              | no 38803             |
| Vavray-le-Grand                                                                  | Vavrais                         | no 39153             |
| La Veuve                                                                         | La Voix-du-Peuple               | no 39662             |
| Vienne-la-Ville                                                                  | Vienne-sur-Aisne                | no 39841             |
| Vienne-le-Château                                                                | Vienne-le-Bourg                 | no 39842             |
| Vienne-le-Château                                                                | Vienne-sur-Biesme               | no 39842             |
| Villeneuve-Saint-Vistre (réunie à Villeneuve-Saint-Vistre-et-Villevotte)         | Villeval                        | no 40376             |
| Ville-sur-Tourbe                                                                 | Val-sur-Tourbe                  | no 40583             |
| Villers-en-Argonne                                                               | Villers-sur-Aisne               | no 40470             |
| Vitry-en-Perthois                                                                | Vitry-sur-Saulx                 | no 40892             |
| Vitry-le-François                                                                | Vitry-sur-Marne                 | no 40895             |